# Schönenwerd, Solothurn
Schönenwerd är en ort och kommun i distriktet Olten i kantonen Solothurn, Schweiz. Kommunen har 5 201 invånare (2023).